# Бабах-Тарама
Баба́х-Тарама́ — село (до 2011 року — селище) в Україні, у  Мангушській селищній громаді Маріупольського району Донецької області. Населення — 120 осіб (2001)

## Назва
Урумський топонімічний топонім: його обумовлена частина — географічний термін тарамá балка, обумовленого іменника у ролі визначення бабах байбак. Значення топоніма: Байбача балка.

## Географія
Село Бабах-Тарама розташоване за 154 км від обласного центру та близько 27 км на південний захід від адміністративного центру селищної громади, на березі Азовського моря.

## Символіка
Герб Бабах-Тарами перетнутий зубчастою лінією на два поля - золото та лазур. Нижня лазурова частина символізує собою Азовське море. На ній розташовується золотий Осетер Азовський, що є частиною єдиного монументу в селі - Пам'ятника Рибалці.
Верхня золота частина символізує собою берегові піски, щоб підкреслити, що село розташоване на березі моря. На золотому полі розташовано бабака натурального кольору.

## Російське вторгнення в Україну (з 2022)
Село з початку російського вторгнення в Україну тимчасово перебуває під окупацією російських загарбників.
24 квітня 2024 року, близько 01:20, в Маріуполі та Маріупольському районі пролунало щонайменш 12 вибухів. В селі Бабах-Тарама завдано не менше 10 влучань по базуванню російських окупантів. Попередньо встановлено 7 загиблих та не менш 20 поранених загалом. Через нічну атаку в окремих районах Маріуполя та в його околицях окупанти почали хутко передислоковувати свої підрозділи з ферм та складів, аби зберегти їх від крилатих ракет «Storm Shadow».

## Населення
За даними перепису 2001 року населення села становило 120 осіб, із них 22,5 % зазначили рідною мову українську та 77,5 % — російську.